# Iva Mihalić
Iva Mihalić (n. 13 aprilie 1985, Zagreb, Republica Socialistă Croația, RSF Iugoslavia) este o actriță croată de teatru, televiziune și de film.

## Biografie
Ea a obținut primul său rol important la televiziune în serialul de televiziune Vatre Ivanjske (2014-2015), unde o interpretează pe Tamara.
În 2022, a jucat în filmul cinematografic Un weekend departe regizat de Kim Farrant.

## Filmografie

### Roluri de televiziune
- Kumovi ca Bella/Nediljka (2023)
- Vânătoarea Salamandrei ca Tania/Nera Pavlovici (2021)[3]
- Mrkomir Prvi -  Kata (2021)
- Uspjeh, Succesul ca Vinka (2018)[4]
- Prava žena ca Aleksandra Bogdan (2016-2017])
- Vatre ivanjske ca Tamara Lovrec (2014-2015)
- Nedjeljom ujutro, subotom navečer, Duminică dimineața, sâmbătă seara ca Tina ( 2012 )
- Bitange i princeze ca Lana/Vitomira Kukoč (2008 – 2009)
- Luda kuća ca studentă # 2 (2008)
- Cimmer fraj ca fata (2006)

### Roluri de film
- The Weekend Away (2022)
- Transmania (2016)
- Zbog tebe  ca Iva 2016)
- Vjetar puše kako hoće ca Ana (2014)
- Svi uvjeti za priču (2012)
- Zagorski specijaliteti ca Marija (2012)
- Caća ca soră (2011)
- Neka ostane među nama, Secrete bine ascunse ca Divna (2010)[5]
- The Show Must Go On ca Natali (2010)
- Kradljivac uspomena  (2007)

### Dublaj
- Lego Batman: Filmul ca Batgirl (2017)
- Epoca de gheață: Ploaie de meteoriți ca Brooke (2016)
- Clopoțica și Legenda Bestiei de Nicăieri ca Niks (2015)
- Cei 6 super eroi ca GoGo Tomago (2014)

## Premii
- Premiul Teatrului Croat - pentru interpretare remarcabilă a tinerilor artiști cu vârsta de până la 28 de ani pentru rolul Elenei Vasilevna Kuragina în piesa Război și pace de Lev Tolstoi, regizat de Tomaž Pandur și interpretat la Teatrul Național Croat din Zagreb, 2012 .